# Cenaeus
Cenaeus is een geslacht van wantsen uit de familie van de Pyrrhocoridae (Vuurwantsen). Het geslacht werd voor het eerst wetenschappelijk beschreven door Stål in 1861.

## Soorten
Het genus bevat de volgende soorten:

- Cenaeus abortivus Gerstäcker, 1873
- Cenaeus annulifer Bergroth, 1912
- Cenaeus basilewskyi Stehlik, 1965
- Cenaeus bifasciatus Haglund, 1895
- Cenaeus carnifex (Fabricius, 1775)
- Cenaeus dimidiaticeps Bergroth, 1894
- Cenaeus longulus Bergroth, 1894
- Cenaeus pectoralis (Stål, 1855)
- Cenaeus semiflavus Distant, 1902
- Cenaeus suspectus Schouteden, 1957